# アリ水
アリ水（アリス）とは朝鮮語の아리と수（水）を合わせたもので、高句麗時代に漢江を指した言葉で一生飲んでもよいソウル特別市の水道水の名前である。
ソウル特別市では2004年2月から水道水の名前をアリ水と命名、使用し、2005年3月11日に業務標章として登録し、2008年5月29日に商標登録を提出した。
アリ水は世界保健機関が勧奨する145項目に対する水質検査を実施して、ウォーターナウシステムを通して24時間水質を監視するなど厳格な水質管理を通して名実ともに韓国を代表する清潔でおいしい水道水になっている。
この記事にはソウル特別市で知識共有プロジェクトを通してパブリックドメインで公開されたソウル特別市の著作物を基礎に作成した内容が含まれています。